# Паметник на Мильо Лудия
Паметникът на Мильо Лудия се намира в град Пловдив на мястото, на което през 1924 г. са открити изящни мраморни колони, остатък от главния вход на античния стадион.
Считаният за талисман на града, известен като пловдивски бохем, зевзек с добра, усмихната душа, Мильо е роден през 1920 или 1922 г. Знае се обаче, че е бил много умен човек, говорещ няколко езика. За причините, поради които започва да му „хлопа дъската“, са разпространени редица легенди.
Според една от тях това е следствие от много четене на книги, а друга легенда гласи, че горкият Миньо се е разболял от менингит. Боледуването го довело до състояние на неадекватност. Казват, че от тогава заживял на улицата, но всички се удивлявали на това, че въпреки това винаги той бил спретнат, чист и изгладен, винаги носел каскет. Други са на мнение, че причината за състоянието му е редовният побой, нанасян от чичо му, който се „грижел“ за него след смъртта на родителите на момчето. Има версии за нанасян побой, получен от милицията в ареста, където също е бил жестоко бит.
Мильо Лудия почива около 1983 г. в къща на ул. „Теодосий Търновски“, където е прибран на топло от една милостива жена, но въпреки това вече бил премръзнал. Жената разказва как през последните години от живота на човека дрехите му станали много прокъсани, а хората, които се смилявали над него, за да му помогнат, намалели в значителна степен.
| „ | Мильо беше симпатичен идиот, докато атмосферата в Пловдив е идиотска, но не толкова безобидна. Огнян Сапарев. | “ |

Михаил Димитров Тодоров е истинското име на Мильо. Средствата за направата на паметника са дарение от Джордж Лазаров, лекар, работил дълги години в САЩ. Др. Георги „Джордж“ Лазаров е съученик на загиналия в концлагер музикант Сашо Сладура и е български мигрант в град Балтимор.